# Greenwich (ville, New York)
Pour les articles homonymes, voir Greenwich.
Ne doit pas être confondu avec Greenwich (village, New York).
Greenwich est une ville du comté de Washington, dans l'État de New York, aux États-Unis,. En 2010, elle compte une population de 4 942 habitants.

## Démographie
Lors du recensement de 2010, la ville comptait une population de 4 942 habitants, tandis qu'en 2016, elle est estimée à 4 842 habitants.